# 民主爱国者统一党
民主爱国者统一党（突尼斯阿拉伯语：حزب الوطنيين الديمقراطيين الموحد），前称民主爱国者运动，是突尼斯的一个左翼政党。该党成立于1982年。该党的意识形态是马克思列宁主义、泛阿拉伯主义。该党的秘书长是齐亚德·拉赫达尔。该党曾是争取实现革命目标人民阵线的成员。该党曾派代表出席国际共产主义研讨会。